# Yves et Ada Rémy
Yves Rémy (Fresnes-sur-Escaut, 19 décembre 1936 -  Perpignan 19 avril 2022) et Ada Rémy (Angers, 12 mars 1939 ) sont un couple de romanciers et de nouvellistes, largement spécialisé dans la science-fiction et le fantastique. Leur métier principal, exercé également en commun, fut cependant pendant plus de vingt ans celui de cinéaste institutionnel.

## Biographie
Yves Rémy est né à Fresnes-sur-Escaut (Nord) le 19 décembre 1936, fils d'un ingénieur chimiste du textile et d'une mère au foyer. Il passe sa jeunesse en pension à l'Institution Saint-Joseph d'Épinal.
Ada est née à Angers (Maine-et-Loire) le 12 mars 1939, fille d'une professeur de lettres et d'un critique et conférencier musical. Elle passe sa jeunesse à Perpignan.
Ils se rencontrent au lycée Voltaire à Paris en préparant le concours d'entrée de l'IDHEC en 1956 et se marient en 1958. Ils ont une fille, Frédérique, née le 20 avril 1959, qui deviendra une spécialiste de renom des zones polaires. 
Ada intègre l'IDHEC en 1957 (elle sera monteuse de sa sortie de l'IDHEC en 1959 à ses débuts en tant que co-réalisatrice avec son mari, en 1976), tandis que Yves rejoint le Service cinématographique des armées, à Ivry, avant de pratiquer divers métiers liés au cinéma auprès de plusieurs producteurs.
Parallèlement à leurs travaux dans le cinéma, ils pratiquent ensemble l'écriture. Ayant connu le succès avec leurs trois premiers romans, écrits en commun entre 1965 et 1978, leur carrière, également en commun, de cinéastes institutionnels les tiendra pourtant longtemps éloignés de la publication littéraire. C'est leur retraite en tant que réalisateurs et leur rencontre avec l'éditeur associatif Dystopia qui les conduit à revenir sur la scène littéraire en 2012, trente-trois ans après La Maison du Cygne.
Ils sont aussi les auteurs de biographies de Mozart (en 1970) et de Brahms (en 1978). Ils ont également publié en collaboration avec l'Établissement cinématographique et photographique des armées Les Soldats de l'image(1998), un livre de photographies d'archives consacré aux reporters de guerre.

Yves et Ada Rémy ont obtenu le grand prix de l'Imaginaire en 1979 pour leur roman La Maison du Cygne. Le Prophète et le Vizir a été nommé au grand prix de l'Imaginaire 2013.
Yves Rémy est décédé en avril 2022,.
En 2024, Ada Rémy crée en association avec la SGDL le prix Yves et Ada Rémy des littératures de l'imaginaire dont le premier lauréat a été Léo Henry. À compter de 2025, le prix est décerné en septembre à l'occasion du festival Hypermondes. 

## Œuvres

### Romans et recueils
- Les Soldats de la mer, recueil de nouvelles formant roman, Julliard, 1968, Seghers 1980, Press-Pocket 1987, Fleuve Noir 1998. - rééd. Dystopia, 2013.
- Le Grand Midi, roman, Christian Bourgois, 1971, rééd. Le Visage vert, 2019
- La Maison du Cygne, roman, Robert Laffont, coll. "Ailleurs et Demain", 1978, rééd. Presses Pocket, 1986, rééd. Dystopia, 2018 - Grand Prix de l'Imaginaire 1979.
- Le Prophète et le Vizir, nouvelles, Dystopia, 2012, rééd. Pocket Imaginaire, 2022.
- Le Mont 84, roman, Dystopia, 2015.
- Le Fou de la star, roman, Le Visage vert, 2022.
- Le Roi d'arbres, nouvelles, Le Visage vert, 2024.

### Quelques parutions en revue
- Le Roi d'arbres, Fiction n°286, 1977.
- Maison à vendre, Fiction n°293, 1978.
- L'Apocalypse selon Eusèbe, Fiction n°305, 1979.
- Naissance, vie et mort d'un fantôme, Bifrost n°79, 2015.
- Cohabitation, Millefeuille littéraire, 2015[7].

### Une pièce radiophonique
- Le Colporteur de bruits, France Culture, 1970 (texte disponible dans Le Roi d'arbres)

### Principaux films
- Gutenberg chez les électrons, 27 min, Berger-Levrault, 1977. Grand prix de l'image de l'entreprise, Biarritz, 1977.
- Avenirs, 27 min, ICARE, 1979. Grand prix de la ville de Biarritz 1979, Prix de l'image de l'entreprise, Stockholm, 1979.
- Étoiles humaines, 12 min, PTT, 1979. Grand prix du festival de Biarritz, 1980.
- L'Appel du vol, 19 min, ECPAD, 1980. Hélice d'or du festival de Méribel, 1980.
- Le Grand voyage de Teddy, 26 min, Scan Dutch, 1982. Prix de la SGDL Biarritz 1982, Grand prix Festival international Amsterdam, 1982.
- D. A. H24, 12 min, ECPAD, 1983. Prix du jury Biarritz 1983.
- Mémoires pour les temps futurs, 26 min, Aérospatiale, 1985. Prix UNICE Kobe 1985, Grand prix du festival de Pau 1988 et Méribel 1990.
- Le Grand Opéra de l'eau, 12 min, Compagnie Générale des Eaux, 1987 - 1er Prix Grand Public de Biarritz, 1987, Grand Prix des festivals internationaux de Vienne et de New York, 1987, Golden Decade Award, Chicago, 1990.
- Nouveau conte gabonais, 18 min, Elf Gabon. Médaille de bronze du festival de New York, 1990.
- Des armes pour la vie, 17 min, Institut Mérieux, 1991. Grand prix ville de Biarritz et Festival international d'Helsinki, 1991.
- Les Soldats de la mémoire, 42 min, ECPAD, 1992. Grand prix de la SCAM, 1992.
- Un trois-mâts nommé Belem, 19 min, Fondation Belem, 1993.
- La Mémoire et l'Oubli, 52 min, ECPAD, 1992.
- Les Voiliers au commerce ou l'aventure du Belem, 70 min, Fondation Belem, 1996.
- Histoire des essais nucléaires français, 52 min, ECPAD, 1998.

La plupart de ces films ont été diffusés en salle de cinéma ou à la télévision.